# 발레리아 베르투셀리

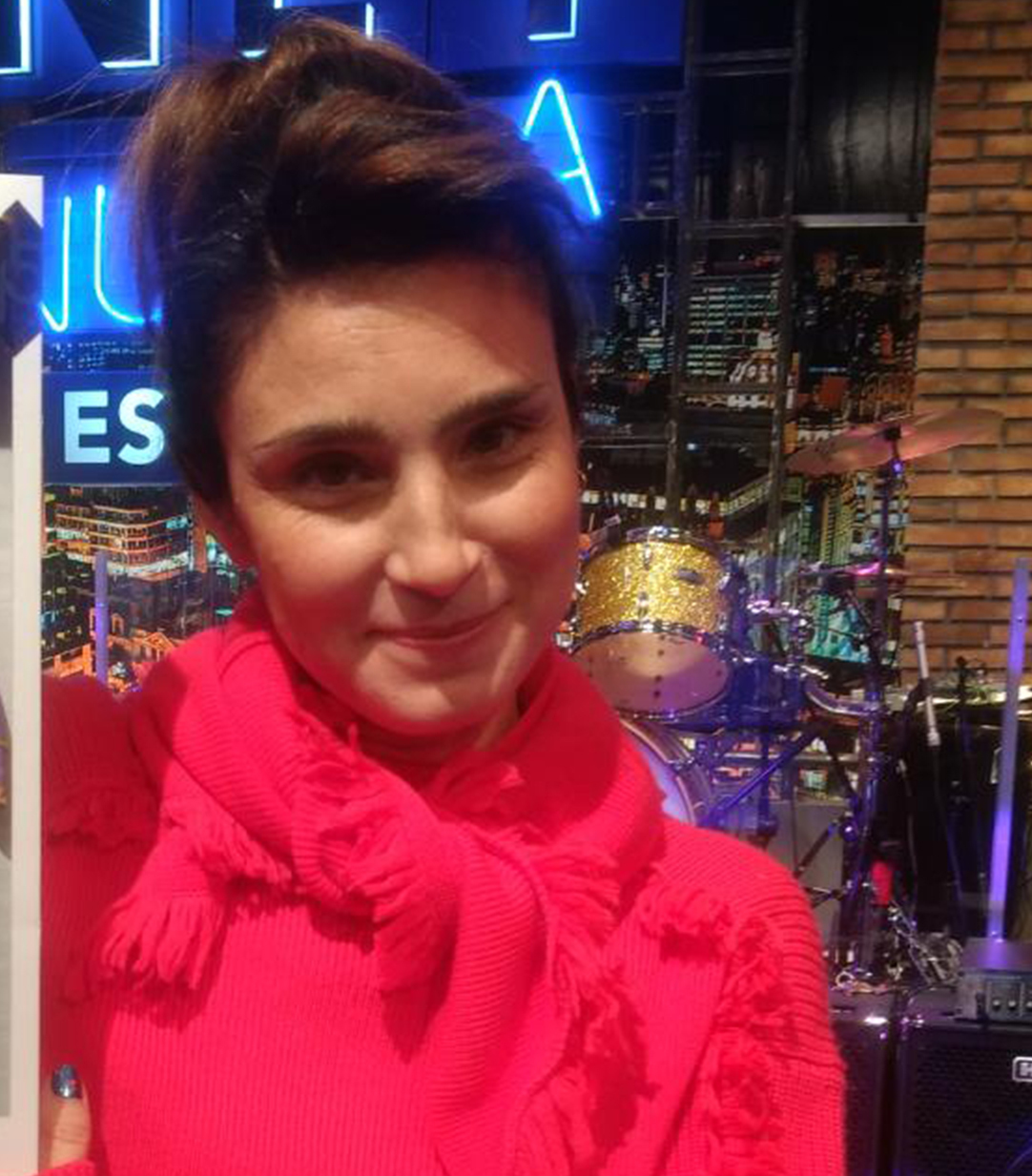

발레리아 베르투셀리(Mónica Valeria Bertuccelli, 1970년 1월 1일 ~ )는 아르헨티나의 배우, 영화배우이다.
산 니콜라스 데 로스 아로요스에서 태어났다.

## 영화
- 더 퀸 오브 피어 (2018년)
- 아이 메리드 어 덤에스 (2016년)
- 비노 파라 로바 (2013년)
- 올인 (2012년) - 글로리아 역
- 위도우즈 (2011년)
- 내 아내의 남자친구 (2008년) - 타냐 역
- 비 (2008년)
- 라 안테나 (2007년)
- XXY (2007년)
- 마인트라스 탄토 (2006년)
- 자매들 (2005년)
- 요술 장갑 (2003년)
- 이방인 (2002년)